# Battaglia di Victumulae
La battaglia di Victumulae, combattuta nel gennaio del 217 a.C. durante la seconda guerra punica, rappresentò uno scontro di secondaria importanza, ingaggiato fra l'esercito del console Tiberio Sempronio Longo e l'armata cartaginese di Annibale, dopo le vittorie di quest'ultimo riportate al Ticino e alla Trebbia (fine del 218 a.C.).

## Contesto storico
Le battaglie del Ticino e della Trebbia erano appena terminate con una netta vittoria della cavalleria cartaginese ed il ferimento del console Publio Cornelio Scipione nella prima, oltre ad una netta sconfitta dell'esercito di Sempronio Longo nella seconda, dove l'esercito romano fu in gran parte distrutto sul campo.
La fortezza-dispensa di Clastidium, dove i Romani tenevano grandi riserve di viveri, in particolare di grano, era inoltre caduta nelle mani di Annibale. Tito Livio, lo storico del I secolo attribuisce al prefetto del presidio, il brindisino Dasio, la cessione della cittadina per la somma, nemmeno eccezionale, di quattrocento nummi aurei.
Dei resti dell'esercito romano dopo la battaglia della Trebbia, una parte fu sterminata nei pressi del fiume stesso dai cavalieri e dagli elefanti di Annibale, mentre indugiava a ripassare il corso del fiume gelido. La cavalleria e parte della fanteria romana era riuscita a ritornare all'accampamento e, visto che le forze cartaginesi non riuscivano a passare il fiume per la stanchezza, irrigiditi dal freddo, oltreché dal disordine, a far ritorno a Piacenza guidate da Publio Cornelio. Una parte dei Romani, infine, si spostò nella vicina colonia romana di Cremona, per non gravare con tutto l'esercito sulle risorse di una sola colonia.
La battaglia della Trebbia era terminata con un evidente successo di Annibale. Le forze cartaginesi si erano ormai appostate nella Val Padana occidentale. Pochi erano stati i caduti tra Iberi e Libici, molti di più tra i Celti. Livio aggiunge che la pioggia mista a neve e il gelo fecero molte vittime tra i Cartaginesi, facendone le spese quasi tutti gli elefanti. La verità è che:
(Livio, XXI, 57.1.)

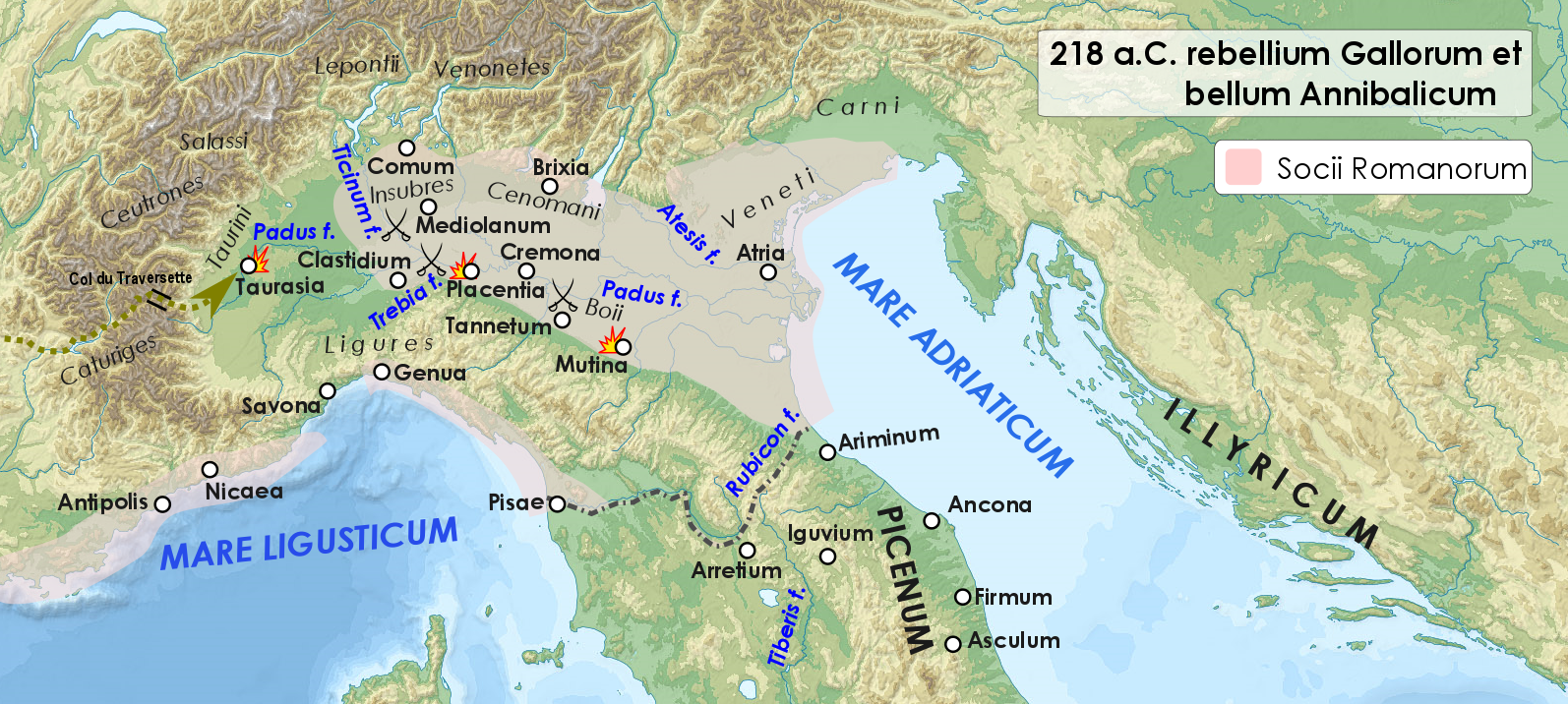
La Gallia cisalpina, teatro delle operazioni dell'autunno del 218 a.C.: dalla rivolta dei Boii con l'assedio di Mutina, alle vittorie di Annibale al Ticino e alla Trebbia.

Neppure la permanenza nei quartieri d'inverno fu tranquilla per i Romani, in quanto la cavalleria numida continuava a compiere incursioni ovunque, e quando i luoghi erano poco adatti per queste scorrerie, intervenivano anche le truppe dei Celtiberi e dei Lusitani. Risultava infatti difficile approvvigionarsi per le truppe romane se non attraverso il trasporto lungo corso del fiume Po. Vi fu infatti un primo scontro di minore importanza nei pressi di Piacenza che vide i Romani vittoriosi e Annibale allontanarsi, ferito in combattimento, «circostanza che generò sgomento nell'animo dei Cartaginesi». In seguito a questo scontro il deposito venne ulteriormente fortificato e difeso.

## Battaglia
Annibale dopo essersi riposato per alcuni giorni, quando si rimise dalla ferita, continuò il suo cammino in direzione della località di Victumulae per conquistarla. Qui si trovava un deposito romano fin dai tempi della guerra gallica degli anni 225-222 a.C.. In questa località era affluita da ogni parte gente che apparteneva alle popolazioni confinanti (probabilmente i Cenomani) e che qui si era radunata dalle vicine campagne a causa del timore di saccheggi da parte dei Cartaginesi.
Questa massa eterogenea, incitata dalla vittoria nei pressi di Piacenza, decise di andare incontro ad Annibale dopo essersi armata. Più che in ordine di battaglia sembravano una milizia in marcia in modo disordinato. E poiché si trattava di ben 30 000 uomini inesperti in arte militare, furono sconfitti da Annibale, che sebbene potesse contare su pochi armati ben addestrati, ne aveva la piena fiducia.

## Conseguenze
Il giorno successivo gli abitanti della città di Victumulae, che si erano rifugiati all'interno della cerchia muraria, accolsero il presidio cartaginese e si arresero consegnando loro le armi. Fu allora che ai vincitori venne dato l'ordine di saccheggiare la città come se fosse stata presa con la forza. Non venne trascurata alcuna forma di strage, tanto che Tito Livio scrisse:
(Livio, XXI, 57.14.)